# Carlo Alberto Sacchi
Carlo Alberto Sacchi (Voghera, 25 aprile 1937 – 26 novembre 1989) è stato un ingegnere nucleare, docente universitario e scienziato italiano, ricordato per le sue ricerche nel campo della chirurgia laser, che gli fruttarono numerosi premi a livello internazionale.

## Biografia
Dopo aver frequentato le scuole medie a Voghera, conseguì il diploma di maturità scientifica. Quindi scelse gli studi di ingegneria e dopo aver frequentato il biennio propedeutico presso l'Università degli Studi di Pavia, si laureò in Ingegneria nucleare presso il Politecnico di Milano, nel luglio 1962. Vinse diverse borse di studio: nel 1962 per aver frequentato un corso di perfezionamento sui "Metodi Sperimentali della Spettroscopia Nucleare", che seguì presso l'istituto di Fisica del Politecnico di Milano e di una borsa NATO-CNR per compiere ricerche all'estero nel campo della fisica, occupandosi di effetti ottici non lineari prodotti nella materia da laser di alta potenza.
Nel maggio 1969, dopo essere rientrato in Italia si dedicò alla ricerca e all'insegnamento universitario, presso il Politecnico di Milano. Dopo aver acquisito la libera docenza come professore incaricato degli insegnamenti di elettronica quantistica, ottica quantistica, complementi di ottica, optoelettronica, fisica. Per quest'ultimo divenne titolare della cattedra nel 1981. Rimase professore ordinario di fisica presso la relativa facoltà sino alla sua morte.
L'attività di ricerca di Sacchi, sviluppatasi a partire dal 1963, si svolse essenzialmente presso il centro di fisica del plasma ed elettronica quantistica del CNR, presso il Politecnico di Milano. L'Associazione elettronica ed elettrotecnica italiana gli assegnò nel 1965 per tre suoi lavori il primo premio Palazzoli e nel 1974 il Premio Barbagelata per un articolo di divulgazione scientifica sull'ottica non lineare.
Questo argomento lo appassionò, perché "era l'applicazione biomedica del laser in cui il prodigio della fisica e la bellezza del laser si combinavano per dare risultati utili all'umanità". Nel corso di queste ricerche fu ospite dei più importanti istituti scientifici di tutto il mondo, in Europa, Stati Uniti, Unione sovietica, Cina.
La sua attività di ricerca è composta da circa 85 pubblicazioni scientifiche.
Nel 1984 fu eletto membro onorario della Società Americana di Medicina e Chirurgia Laser. Fu anche consulente della Food and Drug Administration degli Stati Uniti, per le attività nel campo della laser-terapia. Fu presidente del comitato europeo per i congressi internazionali di elettronica quantistica del 1984 (in California) e del 1986 (a San Francisco) e per il congresso internazionale sul laser e l'optoelettronica, tenutosi nel 1989 a Baltimora. Fu presidente o responsabile di altri congressi e progetti italiani e internazionali.

## Pubblicazioni
- pubblicazione del 1964 riguardante l'assorbimento di energia da un rubino.
- pubblicazione del 1966 sulla reazione tra la luce e un rubino, su ieeexplore.ieee.org.
- pubblicazione del 1967 fatta in collaborazione con gli scienziati G.Sancini e O.Svelto. [collegamento interrotto], su springerlink.com.
- pubblicazione del 1971 dove si fa un'analisi sui filamenti di luce in CS2, su adsabs.harvard.edu.
- pubblicazione del 1975, su adsabs.harvard.edu.
- libro del 1984 che descrive  microfluorometer automatico laser pulsato ad alta risoluzione spaziale e temporale, su onlinelibrary.wiley.com.
- pubblicazione del 1991, postuma, su opticsinfobase.org.